# Cornelius Hermes
Cornelius Hermes war ein antiker römischer Toreut (Metallbildner), der im 1. Jahrhundert in Italien tätig war.
Cornelius Hermes ist heute nur noch aufgrund eines Signaturstempels auf einer Kasserolle aus Bronze bekannt. Diese wurde in Pompeji gefunden und befindet sich heute im Archäologischen Nationalmuseum Neapel. Mit Claudius Hermes gibt es einen weiteren Toreuten mit dem Cognomen Hermes.

## Einzelbelege
1. ↑  Inventarnummer ?; Richard Petrovszky: Studien zu römischen Bronzegefäßen mit Meisterstempeln. Leidorf, Buch am Erlbach 1993, S. 254, Nr. C.32.01.

| Personendaten    | Personendaten                              |
| ---------------- | ------------------------------------------ |
| NAME             | Cornelius Hermes                           |
| ALTERNATIVNAMEN  | Hermes, Cornelius                          |
| KURZBESCHREIBUNG | antiker römischer Toreut                   |
| GEBURTSDATUM     | 1. Jahrhundert v. Chr. oder 1. Jahrhundert |
| STERBEDATUM      | 1. Jahrhundert oder 2. Jahrhundert         |